# Йона Волах
Йо́на Во́лах (івр. יונה וולך; англ. Yona Wallach, Yona Volach; 10 червня 1944 — 26 вересня 1985) — ізраїльська поетеса, письменниця та феміністка. Лауреатка премії Куґеля (1978).

## Біографія

### Раннє життя
Йона Волах народилася 10 червня 1944 року в Кфар-Оно в сім'ї Міхаеля (івр. מיכאל) та Естер (івр. אסתר) Волах. Батьки переїхали з Бессарабії, і були одними із засновників поселення Кфар-Оно поблизу Тель-Авіва. Мати Естер, до шлюбу Ґофман (івр. גופמן), народилася 1910 року в українському місті Хотин. Міхаель Волах народився 1912 року у місті Липкани. Її єдина сестра, Ніра (івр. נירה), народилася 1938 року.
Ім'я «Йо́на» (на івриті — «голуб») отримала на честь трьох померлих родичів. Батька жорстоко катували та вбили під час арабо-ізраїльської війни 1948 року. Матір з дочками жили на вулиці Міхаеля Волаха в Кфар-Оно. У дитинстві Волах добре вчилася в початковій школі, але згодом почала відмовлятися дотримуватися визначених тогочасних норм поведінки для дівчат — захоплено читала вестерни Карла Мая, курила, ходила босоніж, одягалася у чоловічі джинси тощо. У 16 років зробила перший аборт. Її виключили зі школи після десятого класу, а потім вона деякий час навчалася в Інституті мистецтв та дизайну Авні.
Приблизно в 19 років поїхала з дому до Єрусалиму. Хоча вона ніколи не отримувала формальної вищої освіти, вона була дуже спостережливою та завзятою читачкою, стверджуючи, що вчилася в навколишньому світі. Вона почала спілкуватися з дрібними злодіями та торговцями наркотиками, заінтригувавшись їхнім способом життя та потворною реальністю світу.

### Здоров'я та сексуальність
Волах пережила кілька психічних зривів, перший із яких стався у пізньому підлітковому віці. Вона стверджувала, що самостійно потрапила до психіатричної лікарні приблизно у 20 років (середина 1960-х), щоб краще зрозуміти божевілля, яке переживали її друзі, але насправді вона погодилася на госпіталізацію після того, як у неї розвинулося бажання завдати шкоди матері. У психлікарні вона зустріла лікаря, який скористався її бажанням вживати наркотики та лікував її ЛСД-терапією, хоча у нього не було досвіду дозування, тож одного разу він мало не вбив її через передозування. Вона мала схильність до психотиків, описувала галюцинації як розширення свідомості, зокрема у вірші «Якщо застрягли у подорожі з ЛСД» (івр. אם תיתקע במסע אל אס די). Її терапевт у закладі зазначав про її сексуальність у своїх записах, що вона ідентифікує себе як гомосексуалку, хоча все ще підтримує стосунки з чоловіками. Вона зваблювала подруг своїх друзів-чоловіків.
Волах мешкала якийсь час у Тель-Авіві, у будинку на куті вулиць Бен-Єгуди та Ґордон.
Удруге вона потрапила в психіатричну лікарню, коли їй виповнилося 24 (на початку 1970-х), там пробула чотири з половиною місяці. Симптоми психотичного зриву, викликаного наркотиками, посилювалися, і друзі були стурбовані тим, що вона може бути суїцидальною. Вона стверджувала, що відчула себе в безпеці й захисті лише тоді, коли її твори були опубліковані й слава була забезпечена.

### Останні роки
Після того, як Волах випустили після другого перебування у психіатричній лікарні, вона поїхала до своєї матері в Кір'ят-Оно. Матір страждала від хвороби Паркінсона, і Волах стала її основною опікункою. Вона не дуже дбала про матір; медичні записи свідчать про те, що Волах відповідальна за деякі з синців на тілі матері. Вона жила за рахунок матеріальної підтримки матері, оскільки не мала постійної роботи.
1974 року Волах намагалася покінчити життя самогубством, але відмовилася від госпіталізації.
Волах почала виконувати свої вірші з рок-гуртом, який заснувала з двома друзями-музикантами. Вони не дозволяли їй співати вірші, лише декламувати їх, бо вона не потрапляла в ноти. Волах збуджувала натовпи своїм провокаційним одягом і відверто сексуальними віршами.
У 1981 році, у віці 36 років, Волах виявила «шишку» в грудях, і їй діагностували рак молочної залози. Протягом наступних двох років вона відмовлялася від лікування, вірячи, що той самий дух, який надихав її поезію, допоможе їй і одужати. Одного ранку вона прокинулася від болю в грудях і в усіх кістках, що нарешті змусило її звернутися за лікуванням. Вона пішла до лікаря в Кір'ят-Оно, який сказав, що їй залишилося жити менше восьми років. З цього моменту вона лікувалася, звертаючись до друзів, щоб вони допомагали колоти ліки. Вони описували її тоді як дуже самотню; її груба поведінка змінилася на щось ніжнішк і більш дитяче. 
Йона Волах померла 26 вересня 1985 року, похована на Холонському кладовищі. Вона пережила свою матір на два місяці.
Про Волах вийшло три фільми. Документальна стрічка «Сім записів Йони Волах» (івр. 7 הסלילים של יונה וולך) стала переможцем у номінації «Найкращий фільм» на «Ізраїльському документальному кінозмаганні» 2012 року.

## Творчість

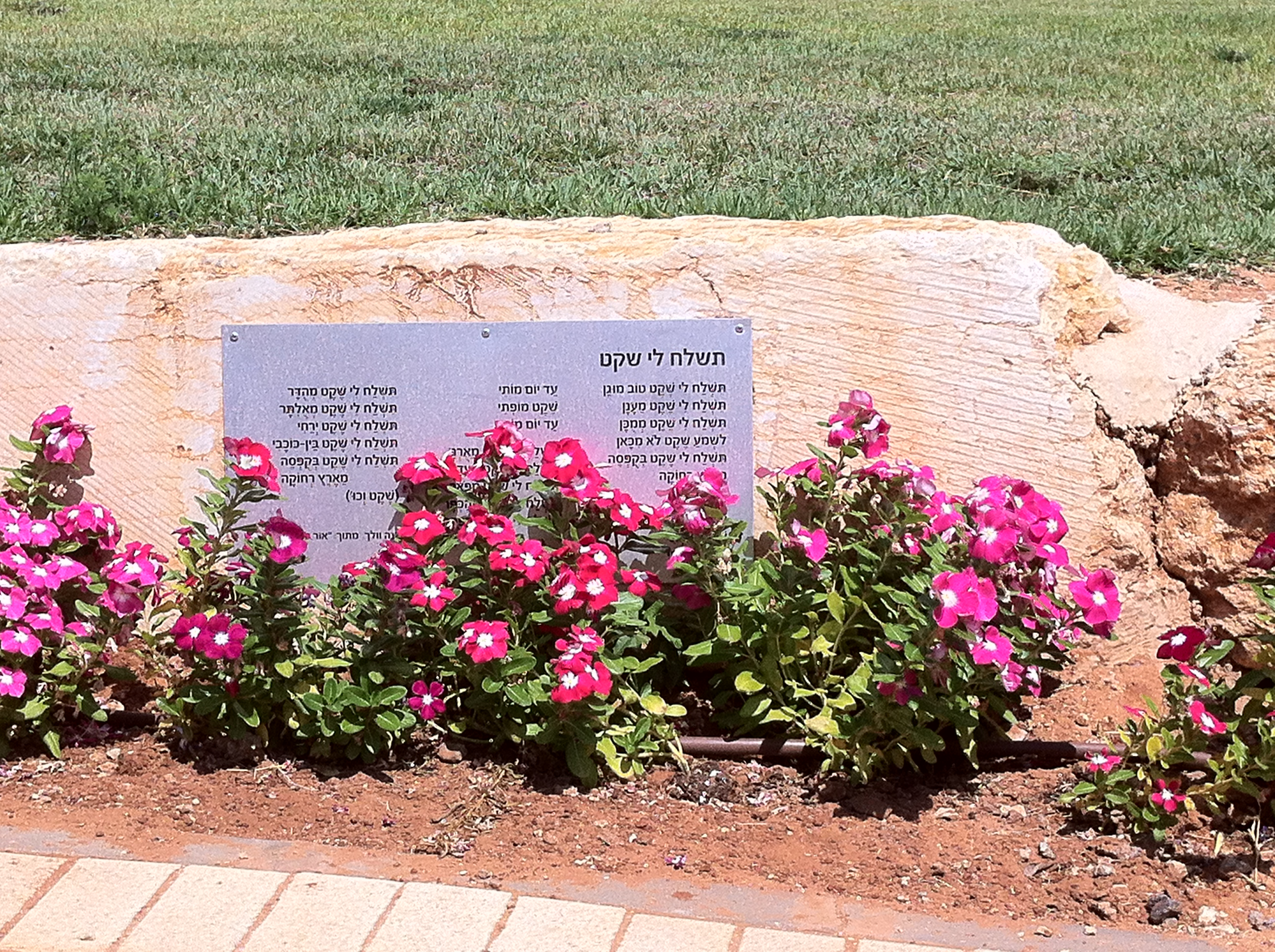
Сад скульптур Йони Волах (Кір'ят-Оно)

З дитинства Йона Волах знала, що хоче стати письменницею. Коли її вигнали зі школи в десятому класі, директорка зауважила, що Волах нехтувала навчанням, віддаючи перевагу малюванню та написанню віршів. У 18 років вона вперше спробувала опублікуватися у видавництві «Екед», і їй відмовили, ймовірно, через те, що вона не дозволяла жоднтх змін у своїх текстах. Вона увійшла до групи «Тель-Авівські поети», на яку вплинула американська біт-поезія, разом із поетами Меїром Візелтіром і Яїром Гурвіцем.
Невідомо, у якому віці вона написала свої перші опубліковані вірші. Перший її вірш, опублікований без назви, надрукували 3 січня 1964 року в «Єдіот Ахронот», коли їй було 19. Гурвіц подав вірш за неї до літературного журналу. У наступні місяці ще п'ять її віршів було опубліковано в різних журналах і періодичних виданнях, а її ім'я згадувалося в «Га-Бокер» як «важлива молода ізраїльська поетеса-авангардистка». Серед журналів, які публікували її поезії — літературні журнали «Ахшав» та «Сіман Крія», авангардний журнал «Кілтартан». Волах була однією із засновниць журналу «Пшіта» (івр. פשיטא), метою якого було ввести «побутову мову» у поезію.
Наступні кілька років вона провела, нехтуючи письменницькою діяльністю, експериментуючи із сексом і наркотиками, що суттєво вплинуло на більшу частину її майбутньої поезії. Волах ніколи не залишала країну в пошуках інтелектуального натхнення, напротивагу багатьом її літературним колегам. Натомість вона оточила себе «невдахами» та проводила час, досліджуючи своє внутрішнє «я» та кабалу — давню, містичну єврейську традицію тлумачення Тори.
Хоча вона була добре відома в літературних колах, до середини 1970-х вона не отримувала визнання критики. Її збірка віршів «Шіра» (івр. שירה, «Поезія») 1976 року отримала миттєве визнання. Вона отримала премію від Тель-Авівського фонду культури та мистецтва, а також премію Куґеля (1978)[а]. Волах стала ізраїльською знаменитістю, таблоїди слідкували за нею, а її роботи стали публікуватися все частіше.
1982 року її вірш «Тфілін» опублікував літературний журнал «Ітон 77», що спричинило значну публічну реакцію, бо тфілін є одним із єврейських ритуальних об'єктів, а у творі він згадувався у сексуально-провокаційному контексті. Міріам Ґлазер-Тааса, заступниця міністра освіти Ізраїлю, сказала, що поетка «збочена» (івр. מופרעת) і: «тварина в тічці (…) я б її поставила у куток» (івр. בהמה מיוחמת (...) הייתי שמה אותה בפינה). Ортодоксальна поетеса Зельда, яка раніше дружила із Волах, і навіть разом із нею читала на поетичних вечорах, розірвала з нею стосунки після цього твору.
Її остання збірка «Мофа» (івр. מופע, «Вистава») вийшла посмертно в 1985 році.
2021 року видали її роботи, які раніше не публікувалися.

### Авторські права
Останні чотири роки життя партнером Волах був Юваль Рівлін (івр. יובל ריבלין), музикант, який успадкував авторські права на її твори. 2000 року Рівлін, який став релігійним, заборонив «Акум» (Ізраїльська асоціація композиторів, авторів та видавців) надалі видавати ліцензію використовувати її вірші для пісень. Це спровокувало багато критики серед шанувальників поезії Волах. Ця ситуація привернула увагу преси після того, як співак Арі Ґоралі, учасник групи «40 маалот» (івр. 40 מעלות, укр. 40 градусів), виявив, що закон забороняє йому продавати компакт-диск із піснями поетів, записаними гуртом, оскільки на ньому також були дві пісні Волах, права на які належали Рівліну. Рівлін зняв заборону на початку липня 2005 року.

## Книги івритом
- «Дварім» (івр. דברים, укр. Речі), Ахшав, 1966
- «Шней Ґанім» (івр. שני גנים, укр. Два сади), Даґа, 1969
- «Шіра» (івр. שירה, укр. Вірш), Сіман Крія, 1976
- «Ор Пере» (івр. אור פרא, укр. Дике світло), Іхут, 1983

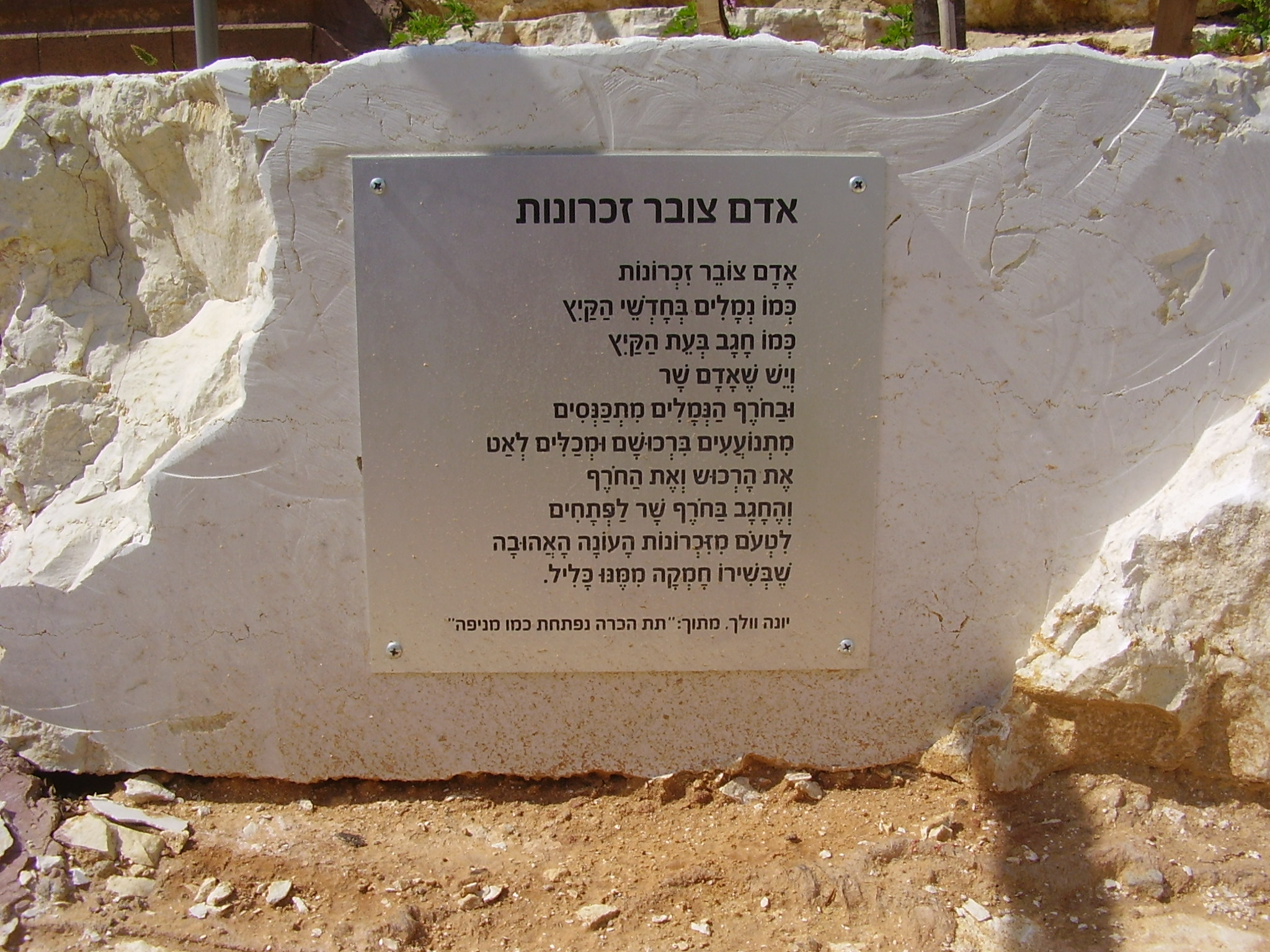
Вірш Йони Волах, викарбуваний на камені

- «Цурот» (івр. צורות, укр. Форми), Га-Кібуц га-меюхад / Сіман Кріа, 1985
- «Мофа» (івр. מופע, укр. Вистава), Га-Кібуц га-меюхад, 1985

## Книги в перекладі
Окремі вірші перекладено арабською, китайською, чеською, голландською, англійською, естонською, есперанто, французькою, німецькою, грецькою, угорською, італійською, японською, польською, румунською, російською, сербо-хорватською, іспанською, в'єтнамською та їдишем.
Збірки вибраних віршів виходили англійською, російською.

## Нагороди
- Премія Тель-Авівського фонду культури та мистецтва (1977)[27][12]
- Премія Куґеля, яку присуджує муніципалітет Холона (1978)[27][12]

## Виноски
1. 1 2  Bibliothèque nationale de France BNF: платформа відкритих даних — 2011.
2. ↑  SNAC — 2010.
3. ↑  ‏פרס חולון לספרות יפה ל-ס. מיכאל ויונה וולך‏‎ (івр.) . www.nli.org.il.
4. 1 2 3  Negev, Eilat (2003). Close Encounters with Twenty Israeli Writers. London: Vallentine Mitchell. с. 120. ISBN 0-85303-486-9.
5. ↑  Lidovsky Cohen, Zafrira (2003). "Loosen the Fetters of Thy Tongue, Woman" The Poetry and Poetics of Yona Wallach. Detroit: Hebrew Union College Press. с. 6. ISBN 0-87820-454-7.
6. ↑  יגאל סרנה, יונה וולך (מהדורה חדשה), ירושלים: כתר, 2009, עמ' 16-14
7. ↑  יגאל סרנה, יונה וולך (מהדורה חדשה), ירושלים: כתר, 2009, עמ' 22
8. 1 2 3 4  Negev, Eilat (2003). Close Encounters with Twenty Israeli Writers. London: Vallentine Mitchell. с. 121. ISBN 0-85303-486-9.
9. 1 2 3  Lidovsky Cohen, Zafrira (2003). «Loosen the Fetters of Thy Tongue, Woman» The Poetry and Poetics of Yona Wallach. Detroit: Hebrew Union College Press. p. 7. ISBN 0-87820-454-7.
10. ↑  עוז אלמוג, ממצ'ואיזם לפמיניזם, באתר אנשים ישראל - המדריך לחברה הישראלית, ‏30 במרץ 2016
11. 1 2 3 4 5 6 7 8 9 10 11  The Seven Tapes — Poet Yona Wallach. San Francisco, California, USA: Yair Qedar, 2012.
12. 1 2 3 4 5 6 7 8  Zafrira Lidovsky Cohen; Tafat Hacohen-Bick. Yona Wallach (англ.) . jwa.org.
13. 1 2 3 4 5  Negev, Eilat (2003). Close Encounters with Twenty Israeli Writers. London: Vallentine Mitchell. p. 123. ISBN 0-85303-486-9.
14. ↑  Negev, Eilat (2003). Close Encounters with Twenty Israeli Writers. London: Vallentine Mitchell. p. 122. ISBN 0-85303-486-9.
15. 1 2 3 4  Negev, Eilat (2003). Close Encounters with Twenty Israeli Writers. London: Vallentine Mitchell. p. 126. ISBN 0-85303-486-9.
16. 1 2  Negev, Eilat (2003). Close Encounters with Twenty Israeli Writers. London: Vallentine Mitchell. p. 125. ISBN 0-85303-486-9.
17. ↑  Lidovsky Cohen, Zafrira (2003). «Loosen the Fetters of Thy Tongue, Woman» The Poetry and Poetics of Yona Wallach. Detroit: Hebrew Union College Press. p. 10. ISBN 0-87820-454-7.
18. ↑  The 7 tapes of Yona Wallach (англ.) . ivrim.co.il.
19. 1 2 3 4  Lidovsky Cohen, Zafrira (2003). «Loosen the Fetters of Thy Tongue, Woman» The Poetry and Poetics of Yona Wallach. Detroit: Hebrew Union College Press. p. 8. ISBN 0-87820-454-7.
20. 1 2  Lidovsky Cohen, Zafrira (2003). «Loosen the Fetters of Thy Tongue, Woman» The Poetry and Poetics of Yona Wallach. Detroit: Hebrew Union College Press. p. 9. ISBN 0-87820-454-7.
21. ↑  מירב קריסטל (22.02.2007). ‏כותבת כפייתית‏‎ (івр.) . ynet.
22. ↑  מיה סלע (07.06.2012). ‏מאחורי התצלום השערורייתי של יונה וולך‏‎ (івр.) . Га-Арец.
23. ↑  Lidovsky Cohen, Zafrira (2003). «Loosen the Fetters of Thy Tongue, Woman» The Poetry and Poetics of Yona Wallach. Detroit: Hebrew Union College Press. p. 10. ISBN 0-87820-454-7.
24. ↑  תחייה ברק. ‏שתיקת היונה, הקהילה התרבותית בארץ זועמת על החלטתו של יובל ריבלין שלא לאפשר שימוש ביצירות יונה וולך שברשותו‏‎ (івр.) . www.tam.co.il. Архів оригіналу за 24.06.2005.
25. ↑  גואל פינטו (04.07.2005). ‏יובל ריבלין התיר להשתמש ביצירות של יונה וולך‏‎ (івр.) . Га-Арец.
26. 1 2  Yona Wallach (англ.) . israel.poetryinternationalweb.org. Архів оригіналу за 11 липня 2007. Процитовано 29 січня 2023.
27. 1 2 3 4  Yona Wallach (англ.) . www.ithl.org.il.
28. ↑  ‏וולך יונה‏‎ (івр.) . heksherimlexicon.bgu.ac.il. Архів оригіналу за 1 лютого 2023. Процитовано 25 лютого 2023.